# 斯坦利·库布里克作品列表

库布里克于1975年拍摄《巴里·林登》

斯坦利·库布里克（1928-1999）在其职业生涯中执导了十三部故事片和三部短纪录片。他的导演作品横跨多种类型，被认为具有极强的影响力。
斯坦利·库布里克于1951年首次执导纪录短片《搏斗的日子》，同年晚些时候又执导了《飞行的牧师》。1953年，他执导了首部故事片《恐惧和欲望》。该片的反战主题在他后来的电影中也曾多次出现。接下来，他拍摄了两部黑色电影，《杀手之吻》（1955年）和《谋杀》（1956年）。影评人罗杰·艾伯特对《谋杀》大加赞赏，并称其为库布里克的“第一部成熟的故事片”。库布里克随后执导了两部由柯克·道格拉斯主演的好莱坞电影：《光荣之路》（1957年）以及《斯巴达克斯》（1960年）。后者赢得了金球奖最佳剧情类影片奖。接下来他执导了由弗拉基米尔·纳博科夫同名小说改编的电影《洛丽塔》（1962年），该片获得奥斯卡最佳改编剧本奖提名。1964年，希区柯克执导了冷战讽刺电影《奇爱博士》，由彼得·塞勒斯和乔治·C·斯科特主演，该片获得了英国电影学院奖最佳影片奖。
1968年，库布里克执导了太空史诗电影《2001：太空漫游》。现如今，这部电影被广泛认为是有史以来最具影响力的电影之一。库布里克凭借其在这部电影钟特效导演方面的出色表现，获得了他个人唯一的一个奥斯卡奖。他接下来的一部作品是反乌托邦电影《发条橙》（1971年），该片根据安东尼·伯吉斯1962年发表的同名中篇小说改编而成，上映时被评为限制级电影。由于影片中描绘的“极端暴力”行为引发了现实中的犯罪案件，库布里克要求在英国停止发行该片。接着，库布里克执导了历史题材类电影《巴里·林登》（1975年），这是他自前两部未来题材影片之后的转型之作。该片的商业表现不佳，评价也褒贬不一，但在第48届奥斯卡金像奖上获得了四个奖项。1980年，库布里克将斯蒂芬·金的小说改编成了电影《闪灵》，由杰克·尼科尔森和雪莉·杜瓦尔主演。尽管库布里克因本片获得了金酸莓奖最差导演提名，但《闪灵》如今被普遍认为是有史以来最伟大的恐怖电影之一。七年后，库布里克推出了以越南战争为题材的电影《全金属外壳》。这部电影在烂番茄和Metacritic上是库布里克后期电影中评分最高的作品。20世纪90年代初，库布里克放弃了执导大屠杀电影《雅利安文件》的计划。在计划开展的初期，他曾犹豫是否要与斯蒂芬·斯皮尔伯格执导的电影《辛德勒的名单》相竞争，但在深入参与该项目后变得“非常沮丧”以至于最终放弃。他人生中的最后一部电影是情色惊悚片《大开眼戒》，由湯姆·克魯斯和妮可·基德曼主演，这部影片在他去世后才上映。库布里克另有一部称之为《匹诺曹》的未完成电影项目，由斯蒂芬·斯皮尔伯格于2001年制作完成，这就是影片《人工智能》。
1997年，威尼斯电影节授予库布里克“终身成就金狮奖”。同年，他获得了美国导演协会终身成就奖，当时称为D·W·格里菲斯终身成就奖。1999年，英国电影和电视艺术学院向库布里克颁发了大不列颠奖。他去世后，英国电影学院奖为了纪念他，将该奖项重新命名为“斯坦利·库布里克不列颠电影杰出奖”。2000年，他被追授英国电影学院奖。

## 电影

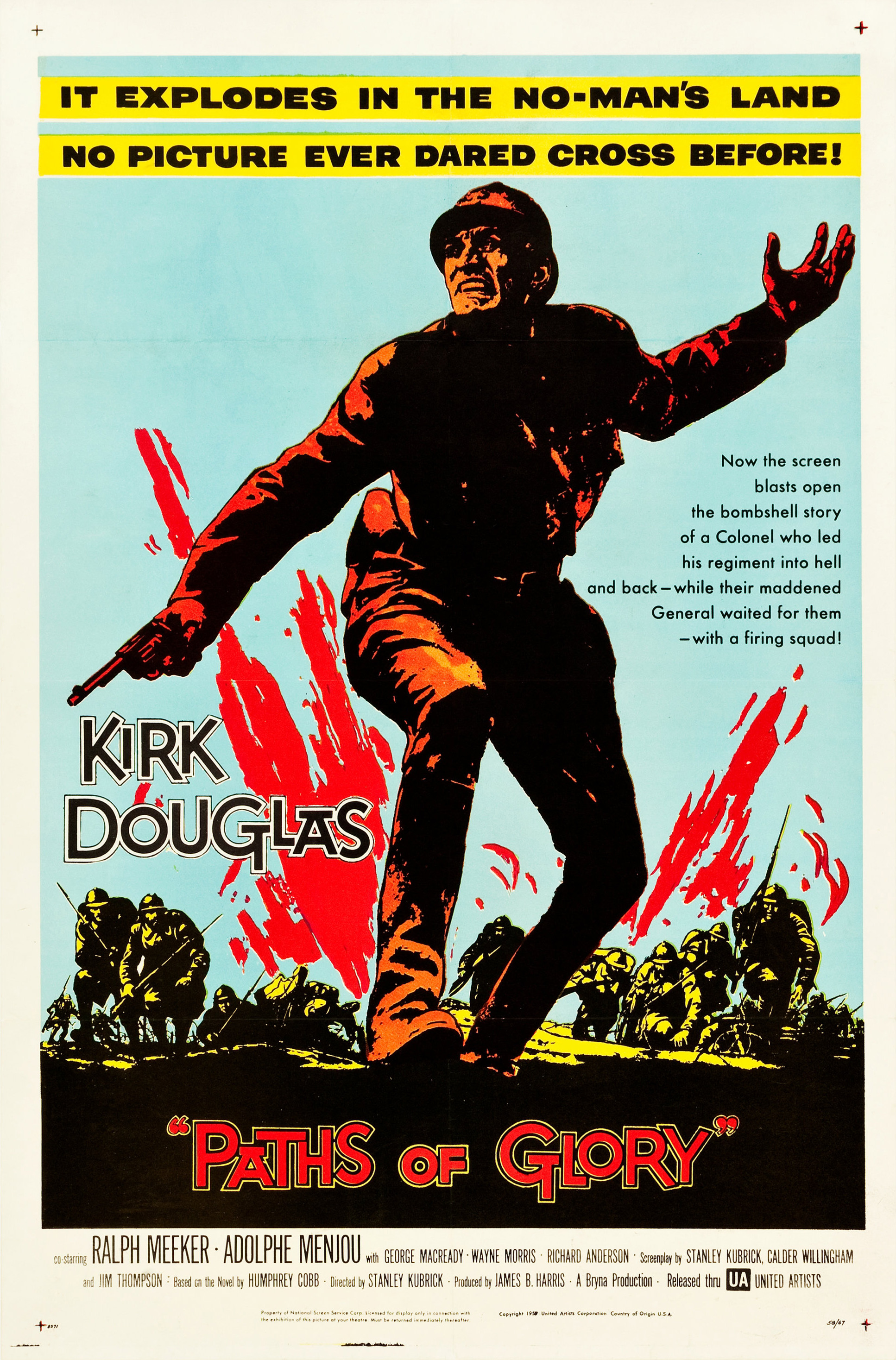
《光荣之路》（1957年）的海报

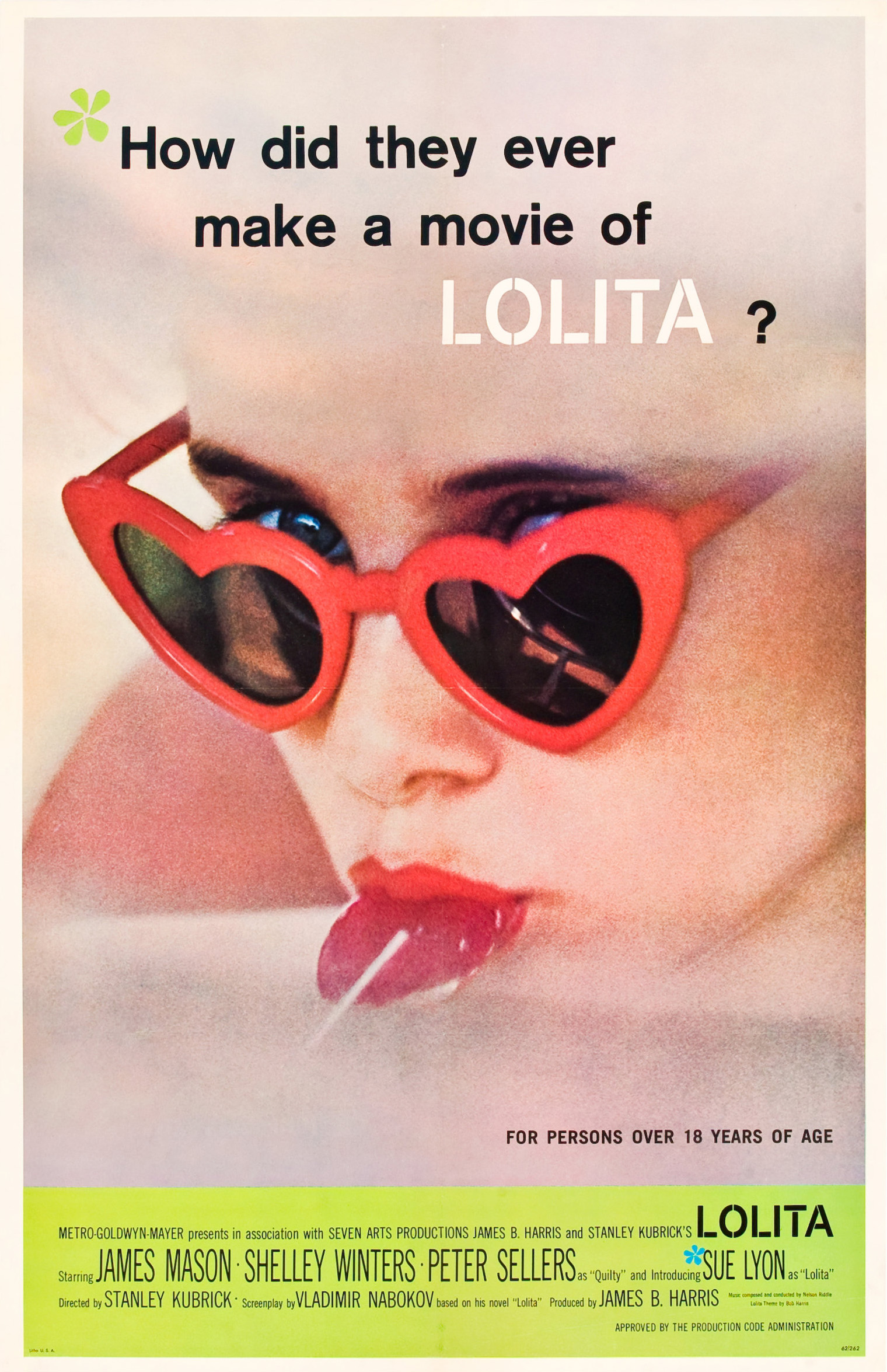
《洛丽塔》（1962年）的海报

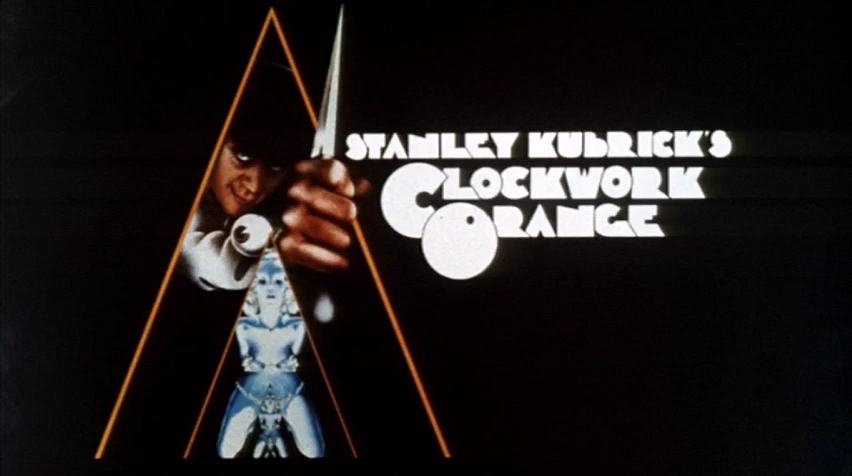
《发条橙》（1971年）的海报

| 年份 | 片名                                                                 | 片名中文译名     | 导演 | 编剧     | 制片 | 备注                           | 引据                        |
| ---- | -------------------------------------------------------------------- | ---------------- | ---- | -------- | ---- | ------------------------------ | --------------------------- |
| 1952 | Fear and Desire                                                      | 《恐惧和欲望》   | 是   | 否       | 是   | 库布里克同时也是剪辑师和摄影师 | [ 9 ] [ 44 ]                |
| 1955 | Killer's Kiss                                                        | 《杀手之吻》     | 是   | 原创故事 | 是   | 库布里克同时也是剪辑师和摄影师 | [ 45 ]                      |
| 1956 | The Killing                                                          | 《谋杀》         | 是   | 是       | 否   |                                | [ 13 ]                      |
| 1957 | Paths of Glory                                                       | 《光荣之路》     | 是   | 是       | 是   |                                | [ 46 ] [ 47 ]               |
| 1960 | Spartacus                                                            | 《斯巴达克斯》   | 是   | 否       | 否   |                                | [ 48 ]                      |
| 1962 | Lolita                                                               | 《洛丽塔》       | 是   | 否       | 否   |                                | [ 49 ] [ 50 ]               |
| 1964 | Dr. Strangelove or: How I Learned to Stop Worrying and Love the Bomb | 《奇爱博士》     | 是   | 是       | 是   |                                | [ 51 ]                      |
| 1968 | 2001: A Space Odyssey                                                | 《2001太空漫游》 | 是   | 是       | 是   | 库布里克兼任特效导演及设计师   | [ 22 ] [ 52 ] [ 53 ] [ 54 ] |
| 1971 | A Clockwork Orange                                                   | 《发条橙》       | 是   | 是       | 是   |                                | [ 24 ] [ 55 ]               |
| 1975 | Barry Lyndon                                                         | 《巴里·林登》    | 是   | 是       | 是   |                                | [ 56 ] [ 57 ]               |
| 1980 | The Shining                                                          | 《闪灵》         | 是   | 是       | 是   |                                | [ 58 ]                      |
| 1987 | Full Metal Jacket                                                    | 《全金属外壳》   | 是   | 是       | 是   |                                | [ 33 ]                      |
| 1999 | Eyes Wide Shut                                                       | 《大开眼戒》     | 是   | 是       | 是   | 库布里克去世后上映             | [ 59 ] [ 60 ]               |

纪实短片
| 年份 | 片名                    | 片名中文译名     | 导演 | 编剧 | 制片 | 引据          |
| ---- | ----------------------- | ---------------- | ---- | ---- | ---- | ------------- |
| 1951 | Day of the Fight        | 《搏斗的日子》   | 是   | 是   | 是   | [ 61 ] [ 62 ] |
| 1951 | Flying Padre            | 《飞行的牧师》   | 是   | 是   | 否   | [ 63 ] [ 64 ] |
| 1952 | World Assembly of Youth | 《世界青年大会》 | 是?  | 否   | 否   | [ 65 ] [ 66 ] |
| 1953 | The Seafarers           | 《航海家》       | 是   | 否   | 是   | [ 67 ]        |

其他
| 年份 | 片名                 | 片名中文译名    | 职责             | 引据   |
| ---- | -------------------- | --------------- | ---------------- | ------ |
| 1977 | The Spy Who Loved Me | 《007：海底城》 | 未具名的灯光设计 | [ 68 ] |

## 电视剧
1952年，声音、特效和音乐制作导致《恐惧和欲望》的制作超出预算约53,000美元，库布里克不得不向制片人理查德·德·罗什蒙特求助，条件是库布里克在德·罗什蒙特制作的一部关于亚伯拉罕·林肯的五集传记系列片中担任副导演。该片由詹姆斯·艾吉编剧，诺曼·劳埃德联合执导，在肯塔基州霍金维尔实地取景，主演为罗亚尔·丹诺和乔安妮·伍德沃德。

## 评价
| 年份 | 片名                  | 片名中文译名     | 爛番茄           | Metacritic     |
| ---- | --------------------- | ---------------- | ---------------- | -------------- |
| 1953 | Fear and Desire       | 《恐惧和欲望》   | 75%（16则评论）  | 不適用         |
| 1955 | Killer's Kiss         | 《杀手之吻》     | 86%（21则评论）  | 不適用         |
| 1956 | The Killing           | 《谋杀》         | 98%（41则评论）  | 91（15则评论） |
| 1957 | Paths of Glory        | 《光荣之路》     | 95%（60则评论）  | 90（18则评论） |
| 1960 | Spartacus             | 《斯巴达克斯》   | 93%（61则评论）  | 87（17则评论） |
| 1962 | Lolita                | 《洛丽塔》       | 91%（43则评论）  | 79（14则评论） |
| 1964 | Dr. Strangelove       | 《奇爱博士》     | 98%（91则评论）  | 97（32则评论） |
| 1968 | 2001: A Space Odyssey | 《2001太空漫游》 | 92%（113则评论） | 84（25则评论） |
| 1971 | A Clockwork Orange    | 《发条橙》       | 86%（71则评论）  | 77（21则评论） |
| 1975 | Barry Lyndon          | 《巴里·林登》    | 91%（74则评论）  | 89（21则评论） |
| 1980 | The Shining           | 《闪灵》         | 84%（95则评论）  | 66（26则评论） |
| 1987 | Full Metal Jacket     | 《全金属外壳》   | 92%（83则评论）  | 76（19则评论） |
| 1999 | Eyes Wide Shut        | 《大开眼戒》     | 75%（158则评论） | 68（34则评论） |